# Брунеј на Летњим олимпијским играма 2004.
Брунеј се такмичио на Летњим олимпијским играма 2004. одржаним у Атини (Грчка), од 13. до 29. августа. Ово је било његово четврто учешће на олимпијским играма.
Брунеј је учествовао само са једним такмичарем Jimmy Anak Ahar, који се такмичио у атлетици, и носио националну заставу на свечаној церемонији отварања.
И после ових игара Брунеј је остао у групи земаља које нису освајале ниједну олимпијску медаљу.

## Резултати по спортовима

### Атлетика
Мушкарци
| Атлетичар Лични рекорд  | Дисциплина | Квалификације | Квалификације | Полуфинале       | Полуфинале       | Финале           | Финале  | Детаљи |
| Атлетичар Лични рекорд  | Дисциплина | Резултат      | Пласман       | Резултат         | Пласман          | Резултат         | Пласман | Детаљи |
| ----------------------- | ---------- | ------------- | ------------- | ---------------- | ---------------- | ---------------- | ------- | ------ |
| Jimmy Anak Ahar 3:57,51 | 1.500 м    | 4:14.11       | 13 у гр. 3    | Није се пласирао | Није се пласирао | Није се пласирао | 38/38   |        |